# Live (Mats/Morgan)
Live är ett livealbum av Mats/Morgan, utgivet 2001 av Ultimate Audio Entertainment. Konserten är inspelad på Club Fasching i juni 1999.

## Låtlista
| Nr | Titel                   | Kompositör(er) | Spelningstid |
| -- | ----------------------- | -------------- | ------------ |
| 1  | "Hollmervalsen"         | Morgan Ågren   | 11:53        |
| 2  | "En schizofrens dagbok" | Morgan Ågren   | 6:27         |
| 3  | "Ta ned trasan"         | Mats Öberg     | 11:41        |
| 4  | "Jigsaw Variations"     | Morgan Ågren   | 6:46         |
| 5  | "Guardian Pitch"        | Mats Öberg     | 4:44         |
| 6  | "Paltsug"               | Mats Öberg     | 0:35         |
| 7  | "Etage A41"             | Morgan Ågren   | 6:07         |
| 8  | "Min häst"              | Mats Öberg     | 7:26         |
| 9  | "Banned Again"          | Morgan Ågren   | 8:43         |
| 10 | "Igloo"                 | Mats Öberg     | 3:14         |
| 11 | "Kintörnen"             | Morgan Ågren   | 6:14         |

Total tid: 73:52

## Mats/Morgan Band
- Mats Öberg — keyboards
- Morgan Ågren — trummor
- Jimmy Ågren — gitarr
- Tommy Thordsson — elbas
- Eric Carlsson — keyboards
- Robert Elovsson — keyboards